# Daunie
 (avril 2016).
La Daunie (en grec : Δαυνία, italien : Daunia) est une région historique des Pouilles connue aussi sous le nom italien de Capitanata. 

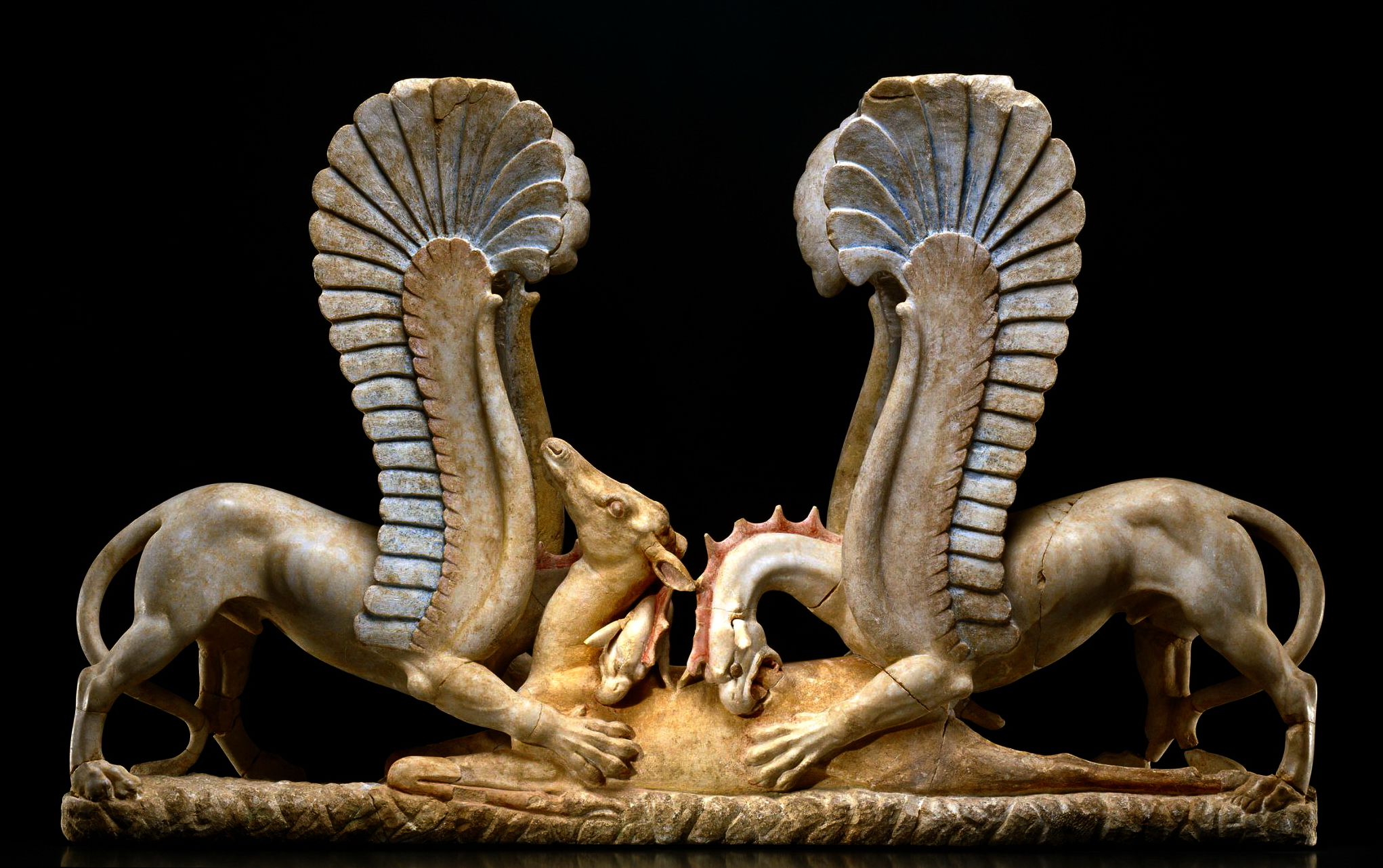
Trapézophore (support de table) avec deux griffons qui dévorent une biche, provenant d'Ascoli Satriano.

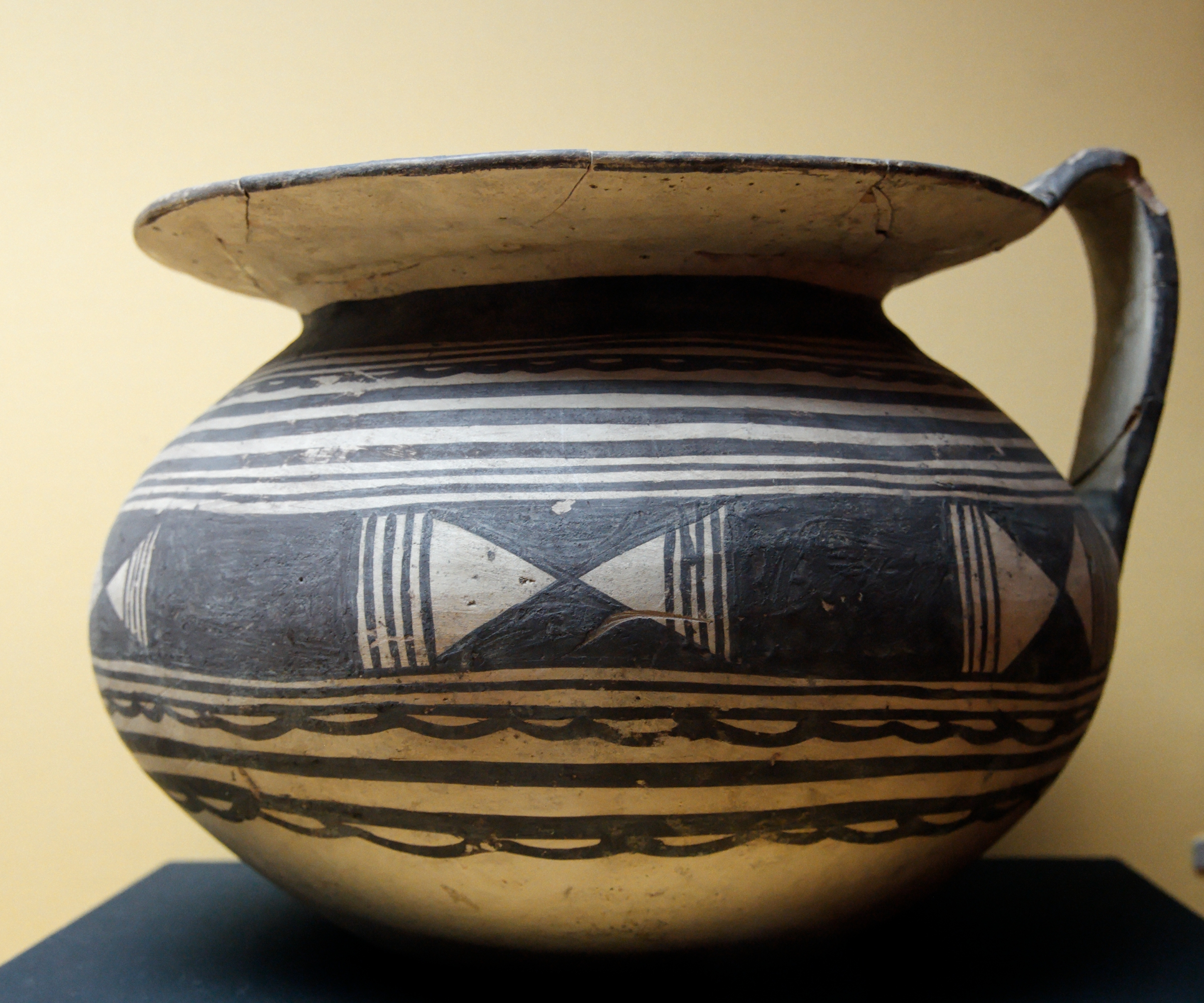
Vase daunien (vers)

## Géographie
La Daunie coïncide avec la partie septentrionale de la région des Pouilles et comprend :
- le Tavoliere delle Puglie ;
- le Gargano ;
- le Subappennino Dauno.

## Histoire
À l'âge du bronze tardif (Xe – XIe siècle av. J.-C.), les populations illyriennes de l'Adriatique arrivent dans les Pouilles probablement par la bande étroite de la mer Adriatique entre l'Albanie et l'Italie. Les Illyriens en Italie ont créé la civilisation iapygienne, qui se composait de trois tribus : Peucetii, Messapes et Dauniens. 
La principale différence avec les deux autres régions habitées par les Iapyges est la distance avec les colonies grecques, avec lesquelles elle avait moins de rapports. La Daunie a été aussi moins influencée par la civilisation de la Campanie et avait une culture particulière, comportant en particulier les stèles dauniennes, une série de monuments funéraires sculptés au cours du VIIe – VIe siècle av. J.-C. dans la plaine au sud de Siponto et désormais conservés au musée national de la ville. 

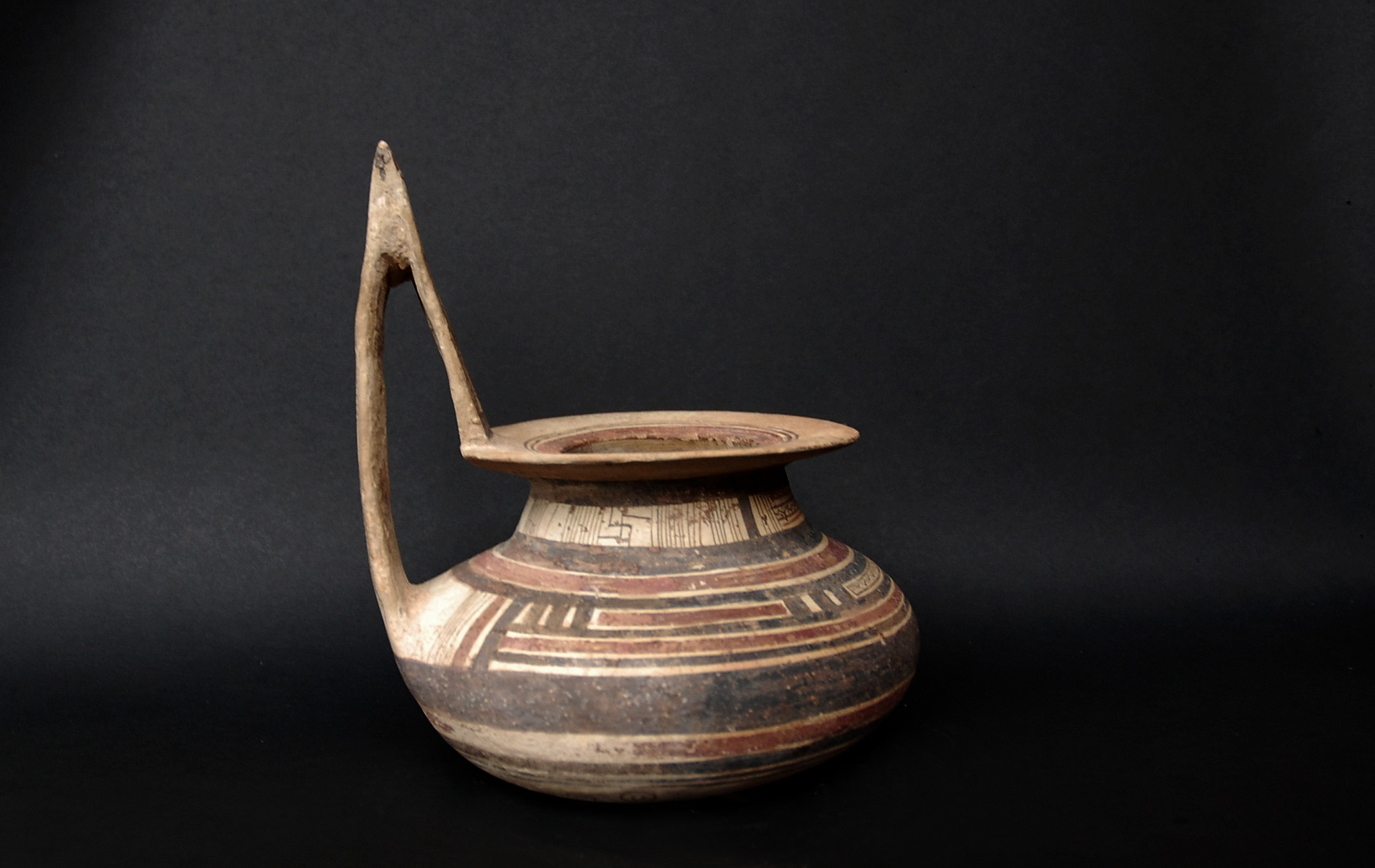
cyathe daunien,

La poterie daunienne, encore peu étudiée, était décorée d'abord avec des motifs géométriques, puis avec des personnages humains, des oiseaux ainsi que des plantes. Une caractéristique des Dauniens était d'enterrer leurs morts en position accroupie, couchés sur le côté, ceci jusqu'au début du IIIe siècle av. J.-C. Les principaux centres de Daunie étaient Teanum Apulum (la moderne San Paolo di Civitate), Uria, Casone, Lucera, Merinum (Vieste), Monte Saraceno (près de Mattinata), Siponto, Coppa Navigata, Salapia (près de Cerignola et Manfredonia), Arpi (près de Foggia), Aecae (près de Troia), Vibinum (Bovino), Castelluccio dei Sauri, Herdonia (Ordona), Ausculum (Ascoli Satriano), Ripalta (près de Cerignola), Canosa di Puglia, Melfi, Lavello et Venosa. Avec la Peucezia et la Messapie, elle constitue la Japigie ou Apulie.